# Louis-Joseph Le Lorrain
Pour les articles homonymes, voir Le Lorrain.
Louis-Joseph Le Lorrain, né à Paris le 19 mars 1715 et mort à Saint-Pétersbourg, le 24 mars 1759,  est un peintre, graveur, décorateur et architecte français.

## Biographie
Le Lorrain étudie d'abord la peinture dans l'atelier de Jacques Dumont dit Le Romain, puis remporte le prix de Rome en 1739, qui l'amène à voyager en Italie et à séjourner à l'Académie de France à Rome entre décembre 1740 et mars 1749. Il étudie l'architecture antique et réalise des peintures de paysages représentant des architectures de fantaisies (Caprice architectural, 1748, Paris, musée du Louvre), qui dénotent une inspiration du peintre Piranèse. Il dessine  des architectures éphémères et des mises en scène pour les Macchine des fêtes annuelles de la Chinea (célébrations comiques se déroulant à Rome, parodiant les costumes et mœurs de la Chine), entre 1745 et 1747. Il en exécute quelques représentations peintes (Trois figures habillées pour une mascarade, années 1740, Washington, The National Gallery of Art). Il peint également des natures mortes (Nature morte de fleurs et fruits, 1743, Caen, musée des Beaux-Arts).
De retour à Paris en 1750, il est agréé à l'Académie royale de peinture et de sculpture le 29 janvier 1752, puis est reçu à l'Académie le 24 juillet 1756, en tant que peintre d'Histoire, pour sa composition L'Amour métamorphosant la nymphe Péristère en colombe. Il expose des peintures religieuses et mythologiques aux Salons de 1753, 1755 et 1757. Il fait la connaissance du comte de Caylus, avec qui il entame des recherches sur les techniques de la peinture à l'encaustique, afin de retrouver les procédés picturaux des peintres romains de l'Antiquité. C'est ainsi qu'il expose au Salon de 1755 deux peintures réalisées selon cette technique : une Nature morte de fleurs, et une Figure costumée. Cette redécouverte des techniques anciennes s'inscrit dans le retour aux sources antiques à laquelle le comte de Caylus participe activement, et dont Le Lorrain se fait le précurseur, notamment dans l'élaboration du « goût grec », triomphant dans les années 1760, et qui préfigure le style néoclassique. C'est ainsi que Le Lorrain propose des dessins et conçoit les éléments du mobilier du célèbre « cabinet à la grec » (1756 - 1758) de l'hôtel particulier d'Ange-Laurent de Lalive de July. Il reçoit également une commande de l'ambassadeur suédois Carl-Gustave Tessin, pour les dessins des décors de sa demeure d'Akerö, en Suède, en 1754.
Pratiquant aussi la gravure, il assiste Julien-David Le Roy dans la réalisation des dessins des monuments de la Grèce antique, destinés à être gravés et publiés dans Les Ruines des plus beaux monuments de la Grèce (1758). Il travaille également à la réalisation de dessins et de cartons pour la manufacture de tapisseries d'Aubusson.
En 1758, il est appelé par l'impératrice Élisabeth de Russie à Saint-Pétersbourg, pour y fonder une académie artistique, et est cité comme « Premier peintre de l'Impératrice de toutes les Russies, Directeur de son Académie de Peinture, Sculpture, et Architecture à Saint-Pétersbourg ». C'est dans la capitale russe qu'il contracte une pneumonie et en meurt en 1759. Louis Jean François Lagrenée lui a succédé dans ces deux fonctions en Russie avant de revenir à Paris en 1763.

## Œuvres

### Peintures
- Ezéchias fait abattre le serpent d’airain, 1739, Strasbourg, musée des Beaux-Arts
- Nature morte de fleurs et fruits, 1743, Caen, musée des beaux-arts
- Trois figures habillées pour une mascarade, années 1740, Washington, The National Gallery of Art
- Caprice architectural, 1748, Paris, musée du Louvre
- Amours jouant avec des colombes, 1756, Châlons-en-Champagne, musée des beaux-arts et d'archéologie